# Caiac canoe la Jocurile Olimpice de vară din 2016
Probele sportive de caiac-canoe la Jocurile Olimpice de vară din 2016 au inclus probele de slalom, care au avut loc în perioada 7–11 august pe laguna Rodrigo de Freitas în zona olimpică Barra da Tijuca de la Rio de Janeiro, Brazilia, și probele de sprint, care au avut loc în perioada 15-20 august în Stadionul de ape repezi din zona olimpică Deodoro.

## Medaliați

### Slalom
| Probă        | Aur                                               | Argint                                                   | Bronz                                           |
| C-1 masculin | Denis Gargaud Chanut · Franța (FRA)               | Matej Beňuš · Slovacia (SVK)                             | Takuya Haneda · Japonia (JPN)                   |
| C-2 masculin | Slovacia (SVK) · Ladislav Škantár · Peter Škantár | Marea Britanie (GBR) · David Florence · Richard Hounslow | Franța (FRA) · Gauthier Klauss · Matthieu Péché |
| K-1 masculin | Joseph Clarke · Marea Britanie (GBR)              | Peter Kauzer · Slovenia (SLO)                            | Jiří Prskavec · Cehia (CZE)                     |
| K-1 feminin  | Maialen Chourraut · Spania (ESP)                  | Luuka Jones · Noua Zeelandă (NZL)                        | Jessica Fox · Australia (AUS)                   |

### Sprint
Masculin
| Probă               | Aur                                                                        | Argint                                                               | Bronz                                                                 |
| C-1 200 m masculin  | Iurii Ceban · Ucraina (UKR)                                                | Valentin Demyanenko · Azerbaidjan (AZE)                              | Isaquias Queiroz · Brazilia (BRA)                                     |
| C-1 1000 m masculin | Sebastian Brendel · Germania (GER)                                         | Isaquias Queiroz · Brazilia (BRA)                                    | Serghei Tarnovschi · Republica Moldova (MDA)                          |
| C-2 1000 m masculin | Sebastian Brendel · Jan Vandrey · Germania (GER)                           | Erlon Silva · Isaquias Queiroz · Brazilia (BRA)                      | Dmîtro Ianciuk · Taras Mișciuk · Ucraina (UKR)                        |
| K-1 200 m masculin  | Liam Heath · Marea Britanie (GBR)                                          | Maxime Beaumont · Franța (FRA)                                       | Saúl Craviotto · Spania (ESP) Ronald Rauhe · Germania (GER)           |
| K-1 1000 m masculin | Marcus Walz · Spania (ESP)                                                 | Josef Dostál · Cehia (CZE)                                           | Roman Anoșkin · Rusia (RUS)                                           |
| K-2 200 m masculin  | Saúl Craviotto · Cristian Toro · Spania (ESP)                              | Liam Heath · Jon Schofield · Marea Britanie (GBR)                    | Aurimas Lankas · Edvinas Ramanauskas · Lituania (LTU)                 |
| K-2 1000 m masculin | Max Rendschmidt · Marcus Gross · Germania (GER)                            | Marko Tomićević · Milenko Zorić · Serbia (SRB)                       | Ken Wallace · Lachlan Tame · Australia (AUS)                          |
| K-4 1000 m masculin | Germania (GER) · Max Rendschmidt · Tom Liebscher · Max Hoff · Marcus Gross | Slovacia (SVK) · Denis Myšák · Erik Vlček · Juraj Tarr · Tibor Linka | Cehia (CZE) · Daniel Havel · Lukáš Trefil · Josef Dostál · Jan Štěrba |

Feminin
| Probă             | Aur                                                                                | Argint                                                                                | Bronz                                                                                        |
| K-1 200 m feminin | Lisa Carrington · Noua Zeelandă (NZL)                                              | Marta Walczykiewicz · Polonia (POL)                                                   | Inna Osypenko-Radomska · Azerbaidjan (AZE)                                                   |
| K-1 500 m feminin | Ungaria (HUN) · Gabriella Szabó · Danuta Kozák                                     | Germania (GER) · Franziska Weber · Tina Dietze                                        | Polonia (POL) · Karolina Naja · Beata Mikołajczyk                                            |
| K-2 500 m feminin | Gabriella Szabó · Danuta Kozák · Ungaria (HUN)                                     | Franziska Weber · Tina Dietze · Germania (GER)                                        | Beata Mikołajczyk · Karolina Naja · Polonia (POL)                                            |
| K-4 500 m feminin | Ungaria (HUN) · Gabriella Szabó · Danuta Kozák · Tamara Csipes · Krisztina Fazekas | Germania (GER) · Sabrina Hering · Franziska Weber · Steffi Kriegerstein · Tina Dietze | Belarus (BLR) · Marharyta Makhneva · Nadzeya Liapeshka · Volha Khudzenka · Maryna Litvinchuk |

## Clasament pe medalii
Legendă
  *   Țara-gazdă
| Loc   | Țară              | Aur | Argint | Bronz | Total |
| ----- | ----------------- | --- | ------ | ----- | ----- |
| 1     | Germania          | 4   | 2      | 1     | 7     |
| 2     | Spania            | 3   | 0      | 1     | 4     |
| 3     | Ungaria           | 3   | 0      | 0     | 3     |
| 4     | Marea Britanie    | 2   | 2      | 0     | 4     |
| 5     | Franța            | 1   | 1      | 1     | 3     |
| 6     | Noua Zeelandă     | 1   | 1      | 1     | 3     |
| 7     | Slovacia          | 1   | 2      | 0     | 3     |
| 8     | Ucraina           | 1   | 0      | 1     | 2     |
| 9     | Brazilia*         | 0   | 2      | 1     | 3     |
| 10    | Azerbaidjan       | 0   | 1      | 1     | 2     |
| 10    | Cehia             | 0   | 1      | 2     | 3     |
| 10    | Polonia           | 0   | 1      | 1     | 2     |
| 13    | Danemarca         | 0   | 1      | 0     | 1     |
| 13    | Serbia            | 0   | 1      | 0     | 1     |
| 13    | Slovenia          | 0   | 1      | 0     | 1     |
| 16    | Australia         | 0   | 0      | 2     | 2     |
| 17    | Belarus           | 0   | 0      | 1     | 1     |
| 17    | Japonia           | 0   | 0      | 1     | 1     |
| 17    | Lituania          | 0   | 0      | 1     | 1     |
| 17    | Republica Moldova | 0   | 0      | 1     | 1     |
| 17    | Rusia             | 0   | 0      | 1     | 1     |
| Total | Total             | 16  | 16     | 17    | 49    |